# Aspidoproctus ghesquierei
Aspidoproctus ghesquierei är en insektsart som beskrevs av Albert Vayssière 1926. Aspidoproctus ghesquierei ingår i släktet Aspidoproctus och familjen pärlsköldlöss.
Artens utbredningsområde är Kongo-Kinshasa. Inga underarter finns listade i Catalogue of Life.